# Ullersdorf (Radeberg)
Ullersdorf ist ein Ortsteil von Radeberg am Südostrand der Dresdner Heide mit ungefähr 1600 Einwohnern. Bis 1998 war er eine selbstständige Gemeinde.

## Lage und Ortsgliederung
Das heute zu Ullersdorf gehörende Gebiet entstand aus mehreren, historisch voneinander unabhängigen  Siedlungskernen, die heute noch im Wesentlichen in vier Arealen zu unterscheiden sind:
- Im Norden das Freizeitgebiet Ullersdorfer Heide mit Fahrrad- und Spazierwegen durch Wiesen und Waldgebiete (im Bereich des historischen Forsthauses);
- südlich davon der mittelalterliche Dorfkern rund um die ehemalige Schänke am Dorfteich;
- am Südende davon das seit 1993 entstandene, erweiterte Ullersdorf, daran angrenzend ein Golfplatz (eröffnet 1996);
- im Osten ein weiteres, seit 2007 im Bau befindliche Neubaugebiet.

Durchschnitten wird Ullersdorf durch die von Dresden nach Radeberg verlaufende Ullersdorfer Landstraße (Staatsstraße 181).

## Geschichte

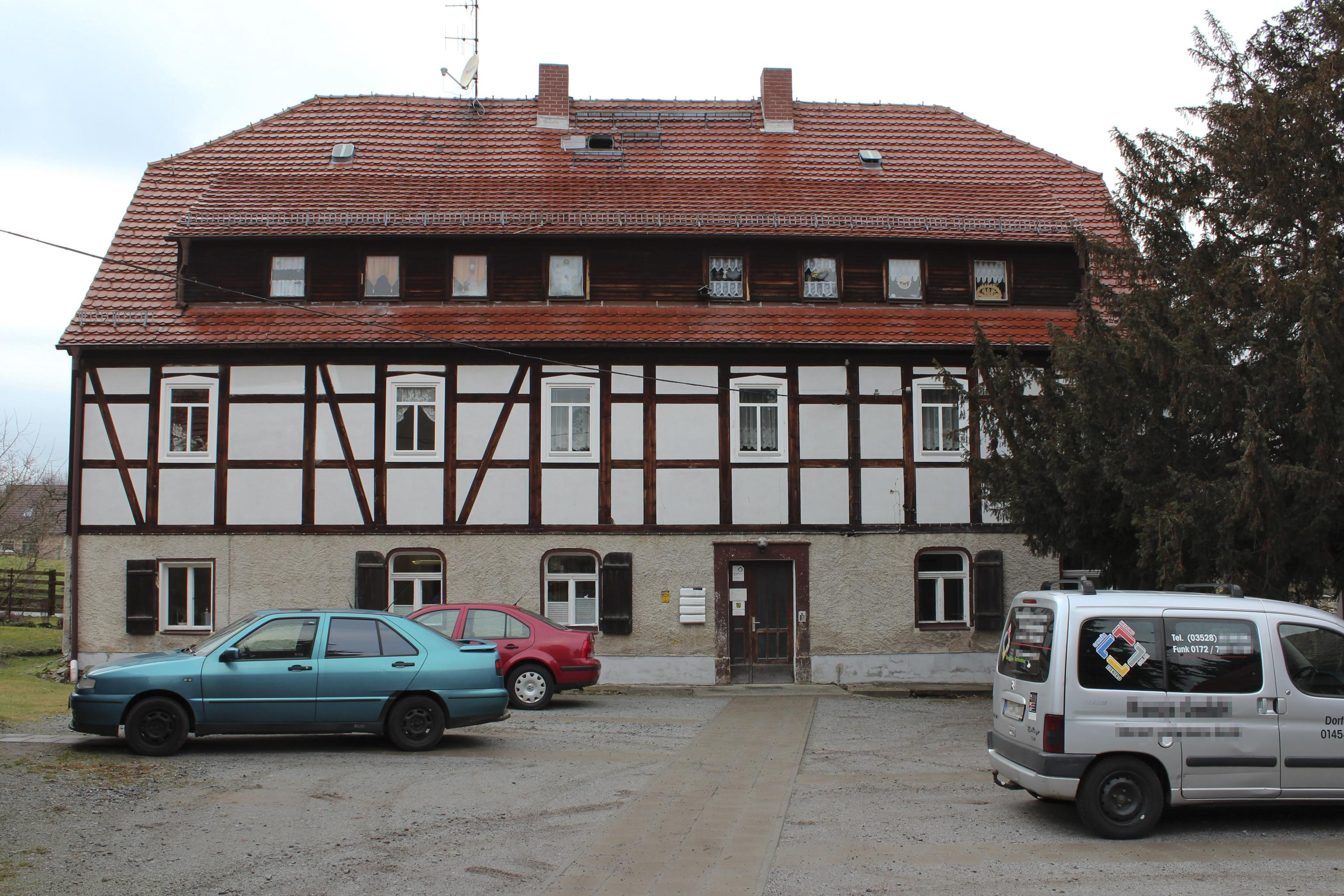
Orts- und Forstamt

Tonscherben, die auf dem Ullersdorfer Schulgrundstück gefunden wurden, legen eine Besiedlung schon im 12. oder 13. Jahrhundert nahe. Für eine Gründung im Rahmen der hohen Kolonisation sprechen auch die größeren Zusammenhänge. Möglicherweise wurde Ullersdorf durch Ulrich den Alten von Dohna, einen Ministerialen der Burggrafen von Dohna angelegt, der 1206 einmalig erwähnt wurde. Die Ersterwähnungen von 1378 sprechen u. a. dafür (Ulrichstorf, Olrichsdorff). Seinerzeit ist eine Dorfschänke am Teich belegt, die dem Meißner Markgrafen Friedrich dem Strengen gegenüber abgabepflichtig war. In diesem Bereich ist der historische Kern von Ullersdorf zu suchen. Kirchlich gehörte es zu Weißig.
1602 ist das erste Ullersdorfer Forsthaus erwähnt; es gibt ein Gesuch des bei einem Bauern wohnenden Försters an den regierenden Kurfürsten von Sachsen um eine eigene Bleibe. Um das Forsthaus herum entstanden einige Häuser in den Heidewiesen. Kirchlich gehörte dieser Bereich zu Großerkmannsdorf. Das Forstamt bestand bis 1922.
Auf das 17. Jahrhundert geht die nicht mehr erhaltene Schmiede am Todberg mit angrenzender Bebauung zurück. Eine zweite Schmiede entstand 1762 an der heutigen Ullersdorfer Landstraße; sie wurde später zum Gasthof umfunktioniert (Schmiedeschänke; 1895 durch Blitzschlag abgebrannt, wieder aufgebaut). Ein Amboss vor dem rekonstruierten Gebäude dokumentiert dessen ursprüngliche Funktion.
Um 1830 wurde ein neuer Ullersdorfer Gasthof errichtet, auf den die Konzession der mittelalterlichen Schänke überging. Die Straßen und Häuser um diesen Gasthof entwickelten sich erst ab dem 19. Jahrhundert. Seit 1903 gab es eine Mühle, die heute ebenfalls ein Gasthof ist.
Nach Zerstörungen im Zweiten Weltkrieg und zu Zeiten der DDR verfielen die historischen Anlagen.
Nach 1990 wurde das Gelände rund um Ullersdorf infrastrukturell touristischen Bedürfnissen angepasst. Die Eingemeindung von Ullersdorf nach Radeberg erfolgte am 1. Januar 1999 nach einer Abstimmung.

## Wirtschaft und Infrastruktur

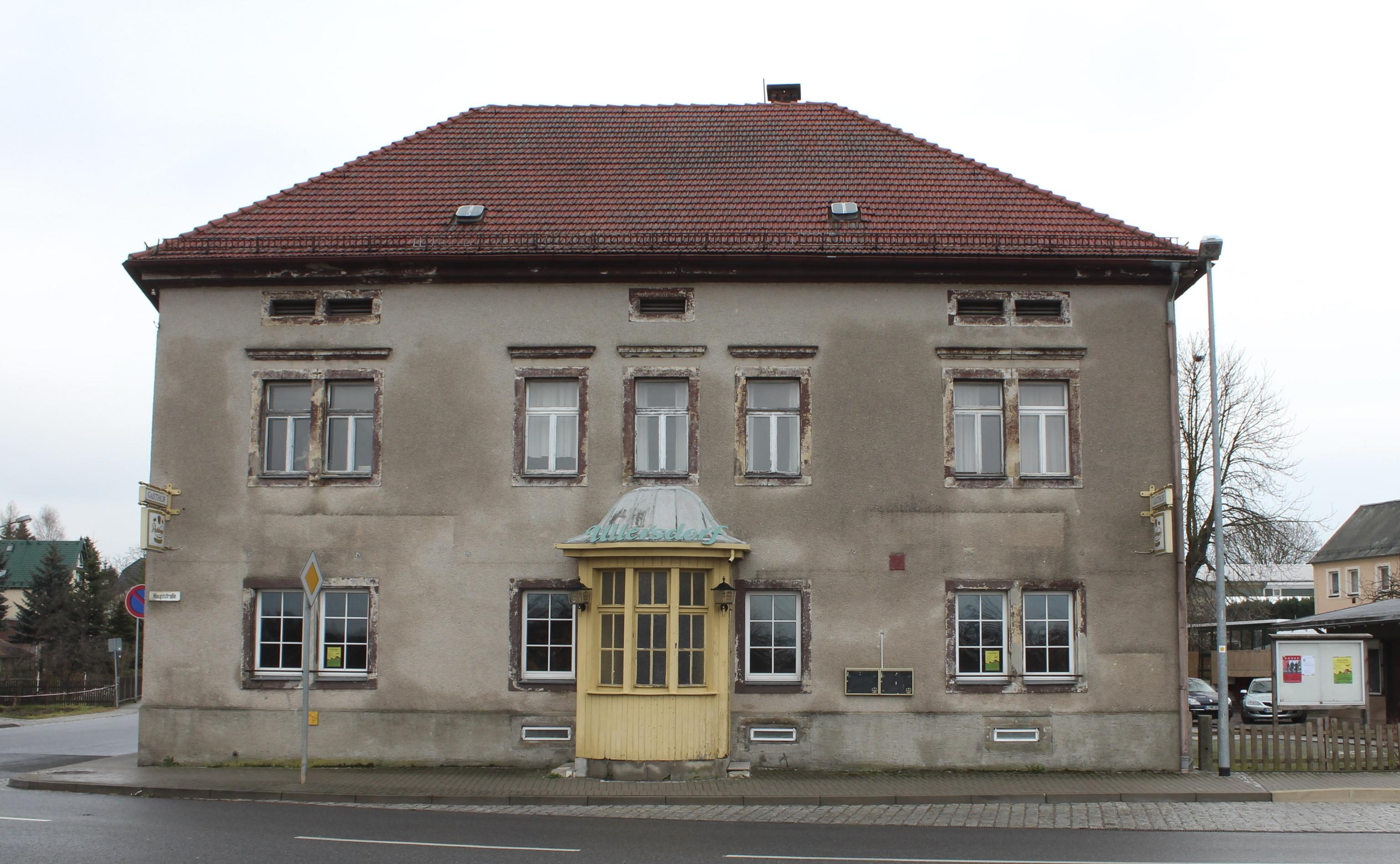
Der ehemalige Gasthof, nach 1990 leerstehend und verfallen, Neuaufbau des Gebäudes ab ca. 2015

Die Infrastruktur wurde nach der Eingemeindung zu Radeberg verbessert.
Sämtliche baufällige Straßen wurden saniert und die Grundschule erhielt eine verbesserte Brandschutzausstattung sowie einen neuen Anstrich.
Ab 2007 wurde ein neues Gebiet für die Bebauung erschlossen, welches sich westlich des in den 90er Jahren bebauten Gebietes befindet und bis dahin verwildert war.

## Kultur und Sehenswürdigkeiten

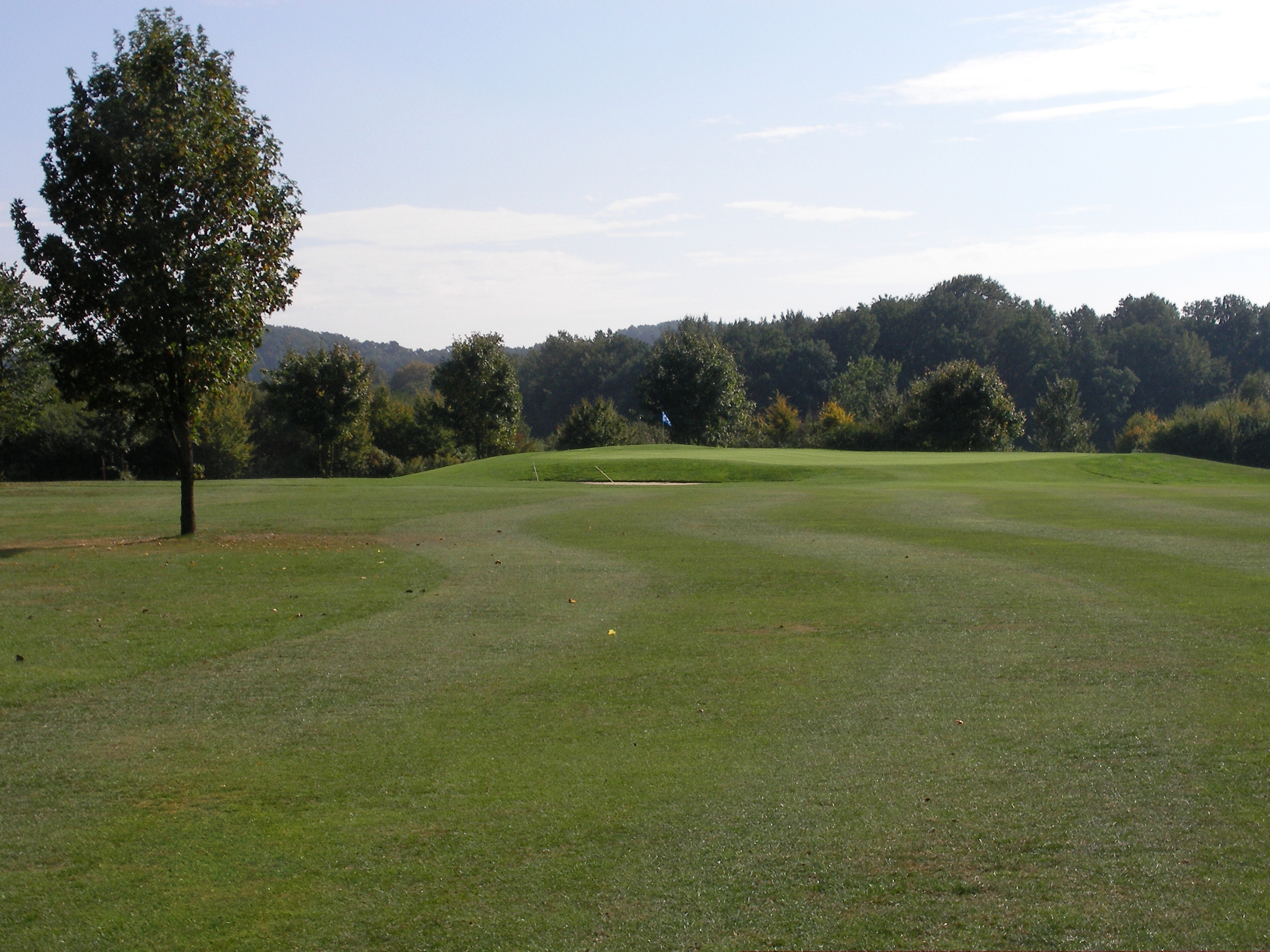
Grün 10 der Golfanlage Ullersdorf

Ullersdorf ist zum Wochenende Naherholungsgebiet insbesondere für die Dresdner zum Wandern und Fahrradfahren.
Eine wichtige Rolle spielen dabei der Golfplatz und die Tatsache, dass der Ort direkt an die Dresdner Heide angrenzt.

### Golfanlage
Der 1994 am südlichen Ortsrand gebaute 18-Loch-Golfplatz ist Anziehungspunkt für viele Golfspieler aus ganz Sachsen und Teilen von Thüringen.
Neben dem Platz existieren Übungsanlagen und ein Golfrestaurant.

### Reiterhof
In Ullersdorf existiert ein Reiterhof in der Nähe des Dorfteiches. Es sind Stallungen für die Pferde und eine Reithalle vorhanden.

### Försterhain

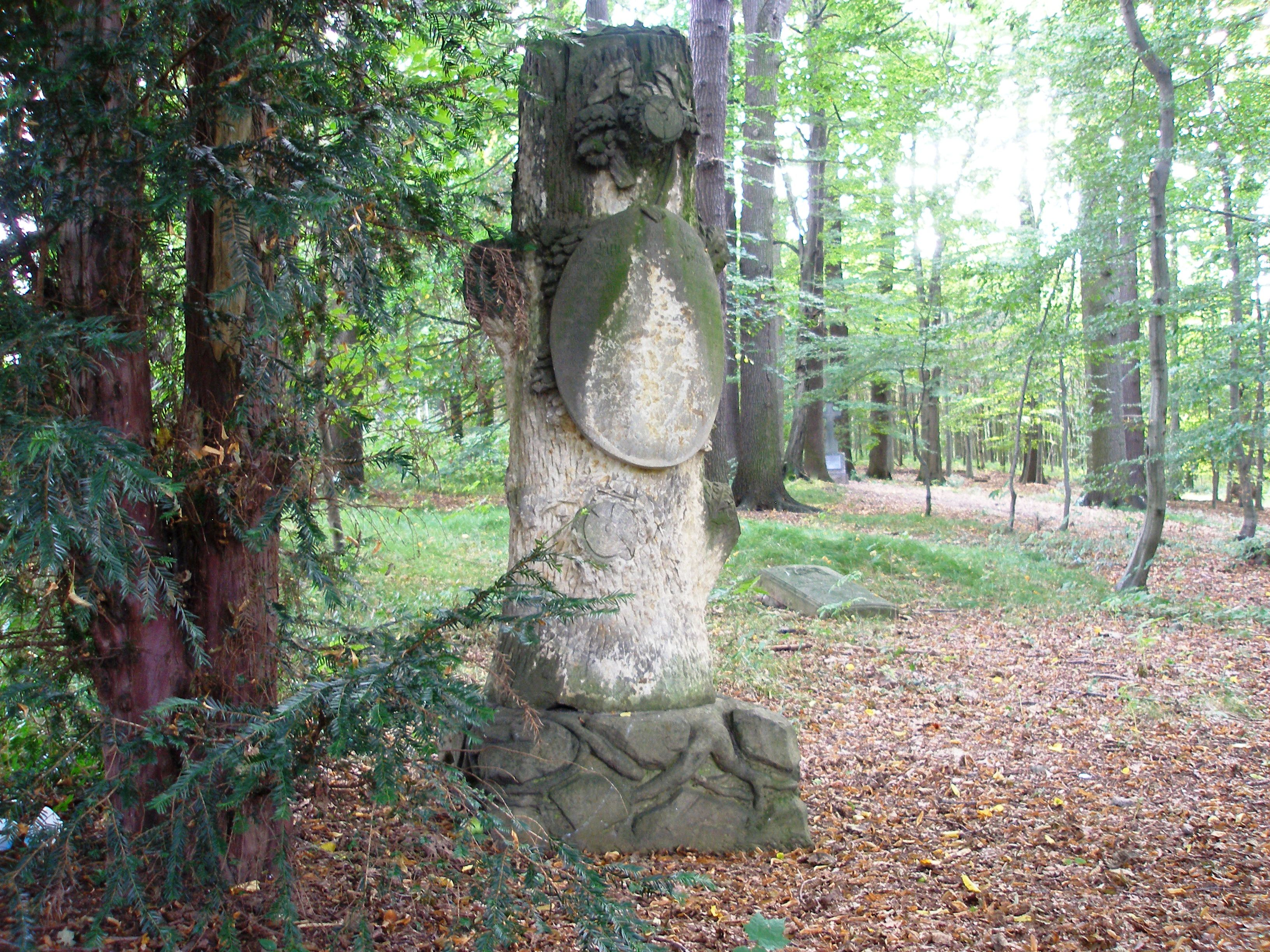
Blick über den Ullersdorfer Försterhain mit Grabdenkmal von Hegereiter Egidius Lucas Meitzner.

Verlässt man die Ullersdorfer Hauptstraße und folgt ein Stück dem Seitenweg Försterhain, so gelangt man an einer Kleingartensiedlung vorbei in die Dresdner Heide. Hier liegt schattig versteckt unter hohen Bäumen der Försterhain, eine Gedenkstätte für Ullersdorfer Forstbeamte aus dem 18. und 19. Jahrhundert.
Auf Veranlassung des Forstmeisters Ludwig Traugott Hänichen wurde 1922 der Försterhain durch Umsetzung der Grabsteine vom Friedhof in Großerkmannsdorf errichtet. Die Gedenkstätte wurde zuletzt 1992 im Auftrag des Sächsischen Forstamtes Dresden saniert. (vgl.)
Eine Informationstafel am Eingang weist auf die einzelnen Grabdenkmäler hin:
- 1. Hegereiter Egidius Lucas Meitzner 1724–1820 (Gedenkstein steht neben einer Eibe als Abbild eines alten mit Efeu umrankten Eichenstammes; die Inschrift steht auf einem mit einer Schleife befestigten Schilde)
- 2. Oberförster Johann Ferdinand Hennig 1790–1835 (klassizistisches Sandsteinmal mit seitlichem Palmzweig in Lorbeerkranz und gesenkter Fackel; auf dem First scheinen Sonne und Sterne)
- 3. Forstinspektor Wilhelm Heinrich Rüling 1783–1853 (Sandsteinplatte mit gekreuzten Blattzweigen)
- 4. Oberförster Georg Ludwig Ettmüller 1848–1896 (schwarzes Grabkreuz aus Granit)
- 5. Oberförster August Ehrenfried Geyler 1800–1868 (schlichte Steinplatte ohne Verzierungen)
- 6. Königlicher Förster Johann Gustav Maucke 1831–1900 (stehender Grabstein aus Granit mit eingearbeiteter Felsstruktur)